# 마라바

마라바 시정촌

마라바(포르투갈어: Marabá)는 브라질 파라 주의 자지체이다.